# Lamelouze
Lamelouze är en kommun i departementet Gard i regionen Occitanien i södra Frankrike. Kommunen ligger i kantonen La Grand-Combe som tillhör arrondissementet Alès. År 2022 hade Lamelouze 138 invånare.

## Befolkningsutveckling
Antalet invånare i kommunen Lamelouze
Referens:INSEE